# 주느비에브 (성인)
주느비에브(프랑스어: Sainte Geneviève 생트 주느비에브[*], 라틴어: Genovefa, 419/422년경 ~ 502/512년경)는 축성된 동정녀로, 로마 가톨릭교회와 동방 정교회에서 기리는 두 명의 파리 수호성인 중 하나이다. 축일은 1월 3일이다.
어릴 때 오세르의 게르마누스와 트루아의 루포를 만나 순결을 서약하였으며 낭테르에서 파리로 이주하였다. 기도를 통해 451년 훈족의 아틸라를 비롯하여 여러 전쟁에서 파리를 구했다고 전해진다.

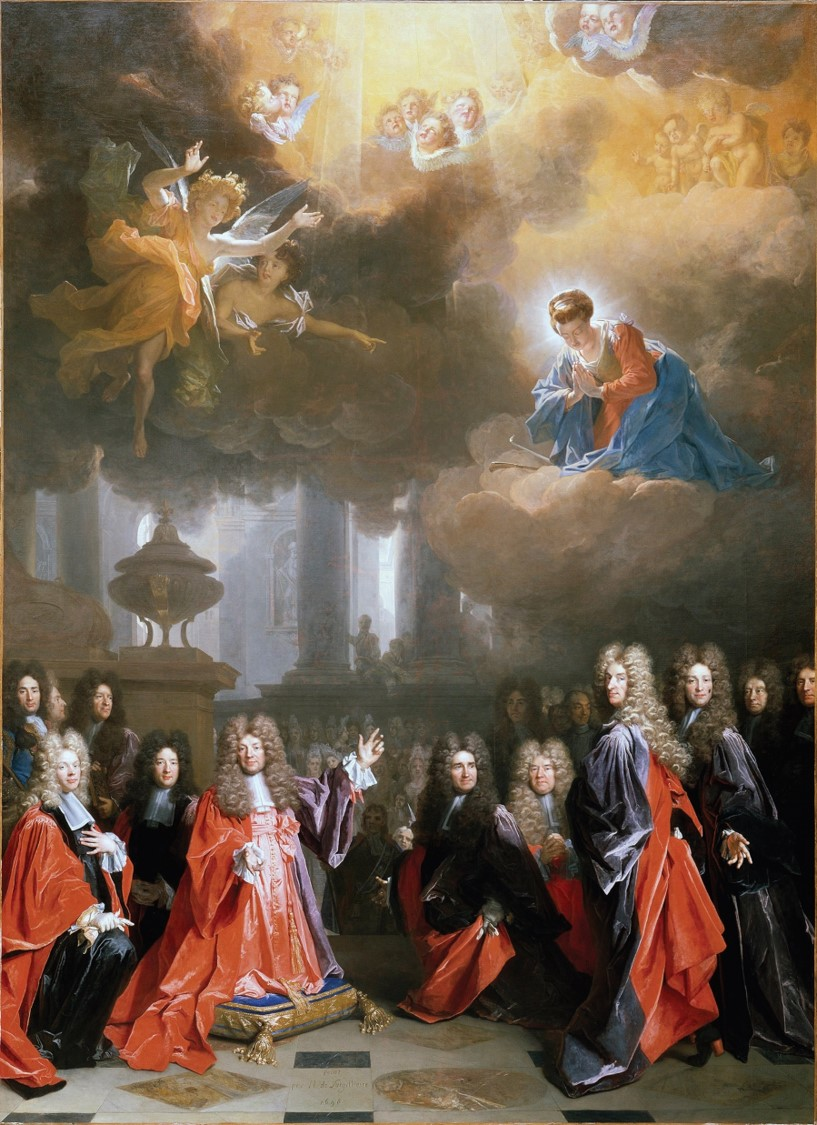
《주느비에브를 기리는 파리 시의원들》 (니콜라 드 라르질리에르, 1696년 작)